# Carlos Arreola
Carlos Alberto Arreola Rodríguez (Tula, Jalisco, 4 de marzo de 1995) es un futbolista mexicano que juega como lateral derecho.

## Trayectoria

### Clubes
| Club                | País   | Año         |
| ------------------- | ------ | ----------- |
| Cazcanes de Ameca   | México | 2010 - 2012 |
| Atlas Zapopan       | México | 2012 - 2013 |
| Académicos de Atlas | México | 2013 - 2014 |
| Atlas               | México | 2014 - 2016 |
| Jaiba Brava         | México | 2016        |
| Loros UdeC          | México | 2017 - 2019 |
| Coras               | México | 2020        |
| Tecos               | México | 2021 - 2022 |

## Selección nacional
Arreola representó a su país en la Copa Mundial de Fútbol Sub-20 de 2015.